# Natalia Denegri
Natalia Ruth Denegri (Buenos Aires, Argentina, 18 de marzo de 1976) es una actriz, conductora de televisión, productora y escritora argentina. Comenzó su carrera como actriz y presentadora en Argentina, donde participó en programas de televisión, obras de teatro y un programa de radio.

## Estudios
Nacida en Buenos Aires, de joven se recibió de profesora de Inglés. Más tarde comenzó a estudiar abogacía en la Universidad de Belgrano. Ya en Miami estudió ciencias de la comunicación con Laura Moro y realizó estudios de comunicación de masas y oratoria en Arts Media Mass Communication.
Estudió actuación primero con la actriz Dora Baret como profesora en Argentina, y posteriormente en Mexico donde comenzó con papeles pequeños con la actriz Socorro Anadón como profesora.

## Carrera

### Teatro
Su debut como actriz lo realizó en 1998 en el teatro con la obra “Verano del Pacu”, al año siguiente actuó en “Zona Roja”, del Teatro Alberdi, e hizo dos temporadas de teatro junto a Facha Martel, Delfor Medina, Romerito y el fallecido Mario Castiglione.

### Radio
En 2001 y 2002 hizo su debut en radio como locutora en un programa radial que fue nominado al Faro de Oro, en Mar del Plata.

### Televisión
En 2003 condujo “Magazine de Verano” en Asunción del Paraguay, Canal 13. En 2004 participó en México en varios desfiles de moda y el programa "Otro Rollo” de Adal Ramones.
En los años 2005 y 2006 condujo el programa “Ángel o Demonio” en canal TVA, un magazine de actualidad, modas y entrevistas a políticos y famosos. Luego presentó un programa deportivo titulado “Solo Polo” por canal 13 de San Luis.
En 2012 volvió a México, donde integró el elenco de la miniserie Eureka en el Camino.

### Cine
Su debut en cine lo realizó en 2012 en la película "El Pozo",  filmada en 2006 en la provincia de San Luis, Argentina,dirigida por Rodolfo Carnevale y Fprotagonizada por los actores Patricia Palmer, Eduardo Blanco, Adriana Aizenberg, Dora Baret, Gustavo Garzón, Juan Palomino, Ana Fontán y Norma Pons.

Por su actuación, recibió el premio a Actriz Revelación 2012 en la primera Muestra Internacional de Cine Independiente (MICI), en la ciudad de Guanajuato, México. La película además obtuvo los siguientes premios en el festival “The New York Independent Film and Video Festival” de 2011, en la ciudad de Nueva York:
- Mejor Película Internacional En Lengua Extranjera
- Mejor Director De Largometraje
- Mejor actriz Internacional Para Ana Fontán
- Mejor Actor Internacional Para Ezequiel Rodríguez
- Mejor Música Internacional Original
- Premio del Público

#### Festival Internacional de Cine Independiente de Pozos
En 2017 fue nombrada Embajadora Cultural y presentadora del Festival Internacional de Cine Independiente de Pozos el cual se llevó a cabo entre el 12 y el 14 de octubre en Mineral de Pozos, San Luis de la Paz, Guanajuato, México.

#### Película "UMA"
En 2017, produjo y coprotagonizó el filme "UMA", el cual obtuvo el premio a Mejor Película extranjera en el Festival Internacional de cine de Burbank, en Los Ángeles. Se trata de una coproducción de la propia actriz y conductora con su empresa Trinitus Productions, junto a la productora asociada Epic in Motion, filmada en Italia. Uma fue escrita por Doug Olivares y filmada en Italia. En la trama cuenta la historia de la doctora Vega, una brillante especialista de Neurología, quien conoce a un escritor que le cambia la vida; hasta que sufren un suceso inesperado.

#### Documental HOPE
Realizado por la productora de Natalia Denegri Trinitus Productions, junto a la empresa EPIC in motion, de Alain Maiki y Henry Zakka, obtuvo tres nominaciones en los festivales de Manhattan Film Festival, Utah Film Festival y el International Filmmaker Festival de Niza, Francia. El cortometraje “Hope” documenta el desastre causado por el huracán María en la isla de Puerto Rico y el viaje solidario organizado por Denegri y la Fundación Hassenfeld, desde los Estados Unidos, con dos aviones humanitarios que llevaron elementos básicos de supervivencia y medicinas a los damnificados.

### Libros
En 2017 publicó su primer libro llamado "Corazones Guerreros, historias de vida". El libro es un compendio de las historias de superación y optimismo más impactantes que han sido presentadas en su famoso programa, con nombre homónimo, y que es transmitido en horario prémium en los Estados Unidos a través de Mega TV.
En 2018 editó su segundo libro titulado: "Corazón de Mamá. Guerreras por nuestros hijos". En sus páginas, la actriz, conductora y productora, relata en primera persona, todas las dificultades que tuvo que atravesar cuando decidió ser mamá así como técnicas para estimular el desarrollo precoz, el uso de las tecnologías y de las redes sociales, y variadas recomendaciones para encontrar el equipo de apoyo en la crianza de nuestros hijos, terapias alternativas para ayudar a fomentar la autoestima y evitar problemas a futuro como el acoso o bullying, entre otros tópicos que toda madre primeriza quisiera saber a tiempo.

## Carrera en Estados Unidos

### Corazones Guerreros (8 Temporadas )
El 25 de agosto de 2013 se estrenó como conductora del show Corazones Guerreros de la cadena de televisión CNN Latino acompañada por Minda Seco. El programa de corte altruista y periodística, estaba dedicado a ayudar a los más necesitados en distintas comunidades, en especial a niños con discapacidades físicas. El programa contó con una edición especial llamada Doble Exilio con la cual Denegri obtuvo una nominación a los Premios Emmy de Noticia y Documental.
Por su labor Periodística social y humanitaria con su programa Corazones Guerreros,Denegri recibió el prestigioso Premio Carteles que se otorga cada año a los profesionales de la radio y televisión de la ciudad de Miami y un reconocimiento por parte del alcalde de la ciudad Tomás Regalado.
La nueva temporada de Corazones Guerreros se estrenó en la cadena de televisión MegaTV donde presentará los documentales: Comedores y merenderos argentinos: espejos de las crisis, Inocentes, Dreams, interrupted y La niña 48914, sobre la historia de Eugenia Unger, una de las pocas sobrevivientes del Holocausto, fundadora de los Museos del Holocausto de Buenos Aires y Miami.
Corazones Guerreros, el ciclo que se emite por la cadena Mega TV, ganó otro premio Suncoast Regional Emmy 2019 al Mejor programa para la familia y los niños, que en la edición pasada de estos premios también había logrado ese reconocimiento.

### Atrevidas
El 13 de marzo de 2015, salió al aire a través de la cadena de televisión MiraTV, su nuevo programa de televisión llamado Atrevidas. Las conductoras abordan desde sus distintos puntos de vista, temas relacionados con el universo femenino como: moda, belleza, salud y farándula.

### Doble Exilio Parte 1
El documental "Doble Exilio" conducido por Denegri y producido por Nelson Bustamante y Elizabeth Hernández cuenta historias de cubanos que han tenido que emigrar dos veces, primero a Venezuela huyendo de Cuba, y luego a Estados Unidos desde Venezuela, tratando de escapar de la situación económica.
El documental "Doble Exilio Parte 1 fue ganador del premio “AIPE Golden Latin Awards 2015”. Del alcalde Tomás Regalado recibió la Llave de La Ciudad De Miami.

### Doble Exilio Parte 2
En su primera parte, el documental "Doble Exilio" mostró la dura realidad de miles de cubanos que huyen de la Revolución cubana para comenzar una nueva vida en Venezuela y luego, con la llegada de Chávez, salieron de Venezuela para vivir un doble exilio. En la segunda parte los productores se preguntaron ¿qué ha pasado en Venezuela en este año? Y mostraron nuevas historias de inmigrantes. Entre otros reconocimientos el documental fue ganador del Emmy 2015.
Al igual que la primera parte, "Doble Exilio Parte 2" es conducido por Denegri, bajo la producción ejecutiva de Bustamante, la dirección de Félix Morante y Jefferson Cárdenas bajo la producción general de Elizabeth Hernández.

### Que Todo El Mundo Se Entere
El 12 de julio de 2016 la cadena de televisión MiraTV, exhibió el documental "Que Todo El Mundo Se Entere", presentado por Denegri y el venezolano Bustamante  sobre la crisis social, económica y de Derechos Humanos en Venezuela.
El documental captura la realidad que vive Venezuela y reúne a Denegri junto con Bustamante, en una colaboración que les valió ya un Premio Emmy por "Doble Exilio 2da parte" presentado en 2015.

### Pon El Foco En La Carretera
En 2016, Denegri recibió una nominación al Emmy por el especial "Pon El Foco En La Carretera" el cual tiene como objetivo concienciar sobre la importancia de prestar atención en el camino a la hora de conducir y el uso del teléfono celular.

### RCTV 10 Años Después
Documental conducido por Denegri, bajo la producción ejecutiva de Bustamante resultó ganador de un Emmy en el rubro "Documental Interés General", aborda las vivencias de quienes estuvieron en el cierre del canal en 2007, luego de que el presidente Hugo Chávez le negara la renovación de la concesión a la planta televisora. Realiza un análisis del impacto que tuvo esta decisión en la televisión y en la vida común del venezolano.

### Buscando a Dios
El documental "Buscando a Dios", conducido por Denegri, bajo la producción ejecutiva de Bustamante, ganador de un Emmy en el rubro "Programa Religioso", relata la historia de un hombre que tras ser diagnosticado con cáncer, comienza una peregrinación única. En sus conversaciones con Dios le manifestó que recorrería una iglesia diferente cada domingo durante todo este año.

### Libre
El documental Libre, ganador del Suncoast Regional Emmy® Awards 2018 en la categoría "Interés Humano, narra la historia de Michelle De Andrade, una mujer que se marchó de su hogar a la edad de trece años viviendo en las calles descubrió su pasión en el Circo, y a pesar de adquirir renombre y recursos económicos, eligió seguir viviendo en las calles para sentirse libre.

### Más allá de mis manos
Más allá de mis manos, segundo corto ganador del Suncoast Regional Emmy® Awards 2018 en la categoría "Interés Humano, narra la historia de superación Franklin Mejías, el cual a los doce años fue atacado por una bacteria debido a la cual perdió sus extremidades.

### Una Historia de Amor
Una historia de amor,  cuenta la vida de Sabrina y Hernán, dos chicos argentinos con Síndrome de Down que lucharon por su amor y sueñan con casarse en el estadio de Boca Juniors. este documental ganó el Suncoast Regional Emmy 2019 en la categoría Human interest: program feature/segment.

### Innocents
Este documental que filmó durante su viaje solidario al desierto de La Guajira en Colombia para conocer la realidad de las comunidades Wayuú, y llevarles donaciones para la construcción de las primeras escuelas del “Proyecto Guajira”. El filme fue ganador del Suncoast Regional Emmy 2019 de la categoría “Human interest'.

### Venezuela: the truth
Es un documental de carácter humanitario, que muestra de cerca la realidad que viven cientos de familias en Venezuela, donde la crisis humanitaria, política y económica se han acentuado con el paso de los años, produciendo ruptura familiar y un flujo migratorio incontrolable a causa de la ambición de poder; en donde los errores cometidos han ocasionado la muerte de jóvenes, arrojando como consecuencia dolor, desesperanza y decepción. Sin embargo, la actual situación que envuelve esta circunstancia, revive la motivación y la fe dentro del pueblo, dándoles un último suspiro de libertad, este documental humanitario fue ganador del Suncoast Regional Emmy 2019 en la categoría Documentary Topic.

### Corazones Guerreros, Especial Proyecto Guajira
Este documental galardonado con un premio Suncoast Regional Emmy 2020, está basado en una tierra, al parecer olvidada por la civilización, un grupo de jóvenes se organizó para llevar un poco de esperanza a la comunidad Wayuú en la Guajira Colombiana, ellos son Proyecto Guajira. A través de tres pilares fundamentales: educación, ayuda integral médica y emprendimiento; colaboran con el sano crecimiento de los niños de la región. Acompáñanos en esta nueva jornada de ayuda, y en la apertura de la primera escuela construida por Proyecto Guajira para los niños Wayuú.

### Periodismo en Dictadura
Periodismo en Dictadura recibió dos galardones en los Suncoast Regional Emmy 2020 como Mejor Documental y Mejor Edición Audiovisual, Periodismo en Dictadura es un documental corto, producido por PicanteFilms BlackHoleEnterprises Trinitus Productions y 360Media que muestra los sucesos más amargos y complejos de los últimos años en Venezuela, desde la visión de Luis Olavarrieta. El periodismo es todo para su vida, por lo cual Luis decide, día tras día, colocarse su chaleco antibalas, su casco y su máscara antigás para defender la libertad de expresión. Luis arriesga su vida diariamente para hacer Periodismo en Dictadura. Que esto sirva de homenaje a todos los valientes profesionales que ejercen el difícil oficio del periodismo en Venezuela.

### Super Héroes
Ganador de un Suncoast Regional Emmy, este PSA “Documental de Servicio Público/Comunitario” para Superhéroes, producido por Trinitus Productions junto a MegaTV y Dream It Foundation que lanzaron junto a los niños del programa en medio de la pandemia un tributo a los médicos, enfermeros y todos aquellos que estuvieron en la primera línea para asistir durante la pandemia.

### Australia Beyond The Fires
“Australia Beyond the Fires” es un documental que cuenta la historia entrelazada de los fuegos que azotaron Australia a fines del 2019 y del bombero australiano Marco Vega Borjas, quien años antes había sido diagnosticado con cáncer y contra todo pronóstico pudo sobrevivir. El documental fue nominado a un Suncoast Emmy en la categoría “Medio Ambiente-Programa” en 2020.

### A Day Under My Skin
Este documental cuenta la profunda historia de Moin, un niño inglés que padece una afección cutánea que le impide su normal desarrollo y que ha inspirado a personas de todo el mundo debido a su coraje y fuerza para no darse por vencido y exigirles a los laboratorios que estudien las enfermedades extrañas.

### Away From Home
Away From Home es un documental que invita a ver la historia de la guerra de Siria a través de los ojos de los refugiados sirios que escaparon al Líbano para evitar la muerte a causa de la guerra, dejando todo en búsqueda de un lugar más seguro pero teniendo que enfrentarse a una nueva lucha diaria: lidiar con el hambre, la falta de medicamentos y las duras condiciones climáticas para ellos y sus hijos.

### Su Señoría: Leandro Denegri
Este documental cuenta la historia de Leandro Denegri, un joven estudiante de Abogacía que en 2003, a sus 22 años, fue asesinado en la puerta de su casa en Argentina. A pesar del dolor, su madre, María, encabezó una larga lucha por encontrar a los asesinos de su hijo y se convirtió en el emblema de lucha de otras familias que sufrieron hechos de inseguridad en la Argentina. Para este documental, la conductora entrevistó a ministros de la época que colaboraron con la causa de María para hallar a los culpables y ayudar también a otras víctimas. Entre los entrevistados se encuentran Aníbal Fernández, Felipe Solá y el expresidente de la Nación Argentina, Alberto Fernández.

### Bilma Corazón: La Lucha De Una Madre Contra El Paco
Esta producción relata la historia de lucha de Bilma Acuña, una mujer que hace más de 20 años comenzó a realizar trabajos comunitarios en Ciudad Oculta, conviviendo con situaciones de marginalidad y sufrimiento social ocasionados por el Paco. El documental cuenta la historia del decaimiento de las villas y la llegada de las drogas, que afectó directamente la vida de Bilma y de su familia. A pesar del dolor y la impotencia, Bilma -apodada por la gente como “Bilma Corazón”- apuesta por la vida apelando a la justicia y a la fuerza que le dan otras familias que sufren su mismo dolor y la acompañan en su lucha por batallar contra una de las drogas más dañinas del mercado.

### Entre Cuatro Paredes
El documental muestra las últimas 24 horas en prisión de Luis Sosa, un hombre que estuvo en prisión durante 18 años y que gracias al Rugby pudo sobrellevar el encierro y superarse. En su último día en la cárcel, se prepara para cambiar su vida y enfrentarse a los temores de la nueva realidad que le toca vivir: la libertad.

### El Mundo de Nicole
Mejor Programa Infantil/Juvenil para menores de 12 años” para “El Mundo de Nicole”, el segmento de su programa Corazones Guerreros que protagoniza su hija de 8 años, Nicole Rodríguez.

### Más allá de mis pasos
Más allá de mis pasos, con la historia de Franklin Mejías, uno de los primeros niños a los que entrevistó en Corazones Guerreros cuando lanzó el programa. Franklin Mejías, a los doce años fue atacado por una bacteria debido a la cual perdió sus extremidades, ahora narra como ha cambiado su vida.

### Por Ella
Por Ella, la historia de Mauro Boccia, un joven cuya vida dio un giro de 360 grados cuando su madre, el ser que más amaba, falleció por cáncer.

### Cambiando Vidas
Cambiando Vidas, en el que no sólo fue una de las productoras ejecutivas sino también una de sus protagonistas. El documental cuenta la historia de 15 presentadores de televisión de distintas partes de Latinoamérica que emigraron a los Estados Unidos buscando un futuro mejor y que gracias a que su trabajo fue reconocido por los Emmys, lograron darle impulso a sus carreras en los medios y alcanzar el famoso “sueño americano”. El documental recibió el premio a “Mejor Director de Documentales”.

### ¡Siéntese Quien Pueda!
En 2025, comenzó una nueva etapa en la carrera de Natalia Denegri al incorporarse al programa de Univisión ¡Siéntese Quien Pueda! A partir del viernes 31 de enero comenzaron a realizar un segmento semanal enfocado en desarrollo personal, emprendimiento y empoderamiento. 

## Filantropía
Natalia también se ha destacado por participar en causas humanitarias. En 2007 se convirtió en madrina de “AUPA” la Asociación y Unión de Padres, Niños y Adolescentes con Trastornos Generalizados del Desarrollo. Gracias a su labor AUPA consiguió un terreno para la construcción del primer hogar polifuncional en Escobar, además una sala de multiestimulación sensorial para el centro de día de Vicente López.
En 2015, recibió del alcalde de Miami Tomás Regalado la llave de la ciudad de Miami por su programa dedicado a ayudar a niños con discapacidades físicas.
En 2017 fue reconocida por el Congreso de los Estados Unidos por su labor humanitaria junto a la Hassenfeld Family Foundation con los afectados por el huracán María en Puerto Rico.
En agosto de 2021 fue reconocida por el alcalde de la ciudad de Miami, Francis Suárez, por su labor solidaria con la comunidad miamense.

## Premios y reconocimientos
En Estados Unidos ha ganado diecisiete premios Suncoast Regional Emmy. El primero, junto al presentador Nelson Bustamante y la productora Elizabeth Hernández en 2015 por su documental Doble Exilio Parte 2. En 2017 recibió otros dos, uno en el rubro “Documental Interés General” por su trabajo en “RCTV, 10 años después”; el segundo, en el rubro “Programa Religioso”, donde compitió con otros cinco envíos, por “Buscando a Dios”. En 2018 obtuvo nueve nominaciones en diversas categorías por su trabajo en producción de documentales y programas de televisión, de los cuales ganó cuatro. En 2019 obtuvo seis, cuatro personales y dos como productora ejecutiva; incluyendo Dreams, interrupted en el que se muestra la realidad que viven los niños sirios de los campos de refugiados en Líbano, y For the Children, by the Children.[cita requerida] En 2020 ganó cuatro premios.[cita requerida] A finales de 2021 gana cinco, entre ellos uno personal como productora ejecutiva en la categoría Mejor documental de interés humano.[cita requerida]
Recibió en Miami el premio Carteles por su labor periodística, social y humanitaria con su programa “Corazones Guerreros” transmitido por el canal CNN Latino.
En 2017, fue reconocida por el Congreso de los Estados Unidos por su labor comunitaria en ayuda a los damnificados por el huracán María en Puerto Rico.
En 2018, fue incluida en la lista de las 25 Mujeres Latinas Más Poderosas de la revista People En Español junto a Salma Hayek, Thalía y otras residentes en los Estados Unidos.
En 2021 fue seleccionada por la revista Hola! como una de las latinas más influyentes y empoderada en su Latina Top 100 Powerhouse en la categoría de Latina Changemaker.
Noviembre 2002 ha sido nominada en 14 renglones para el Suncoast Regional Emmy.
Diciembre 2022 ganó cuatro premios Emmy y ya suma 26 en toda su carrera.
Diciembre 2024 ganó su primer Martin Fierro en la categoría mejor programa infantil Corazones Guerreros
Diciembre 2024 gana otro Premio Martin Fierro Cable como Argentinos Destacados.

## Controversia
En 1996 estuvo involucrada en el caso Coppola por el cual quedo sobreseída. Años más tarde, invocando el derecho al olvido, inició un litigio contra Google para que se desvinculara su nombre de los contenidos relacionados con ese caso, llegando el litigio a la Corte Suprema Argentina que consideró que "desvincular su nombre de esos contenidos constituiría una restricción indebida a la libertad de expresión".  